# Province del Ruanda

Province del Ruanda

Le province del Ruanda (in kinyarwanda: intara) sono la suddivisione territoriale di primo livello del Paese e sono pari a 5. Esse si suddividono ulteriormente in 30 distretti (uturere, singolare akarere), a loro volta suddivisi in 416 settori (Imirenge, singolare umurenge).

## Lista
| Localizzazione | Provincia                | Capoluogo | Popolazione (2012) | Superficie (km²) |
| -------------- | ------------------------ | --------- | ------------------ | ---------------- |
|                | Provincia Settentrionale | Byumba    | 1 726 370          | 3 270            |
|                | Provincia Orientale      | Rwamagana | 2 595 703          | 9 439            |
|                | Provincia Meridionale    | Nyanza    | 2 589 975          | 5 954            |
|                | Provincia Occidentale    | Kibuye    | 2 471 239          | 5 870            |
|                | Provincia di Kigali      | Kigali    | 1 132 686          | 728              |

### Evoluzione
L'organizzazione in province del Ruanda è stata ampiamente riformata nel 2006, nel tentativo di combattere alcune delle presunte cause della crisi che nel 1994 portò al genocidio dei Tutsi. Primo scopo della riforma era la decentralizzazione del potere; secondo, la creazione di entità amministrative più marcatamente multietniche delle precedenti. Le province che erano state epicentro dei fatti del 1994 sono state smembrate o accorpate. Prima della riforma del 2006, le province erano 12:
- Butare
- Byumba
- Cyangugu
- Gikongoro
- Gisenyi
- Gitarama
- Kibungo
- Kibuye
- Kigali Rurale
- Kigali Città
- Ruhengeri
- Umutara

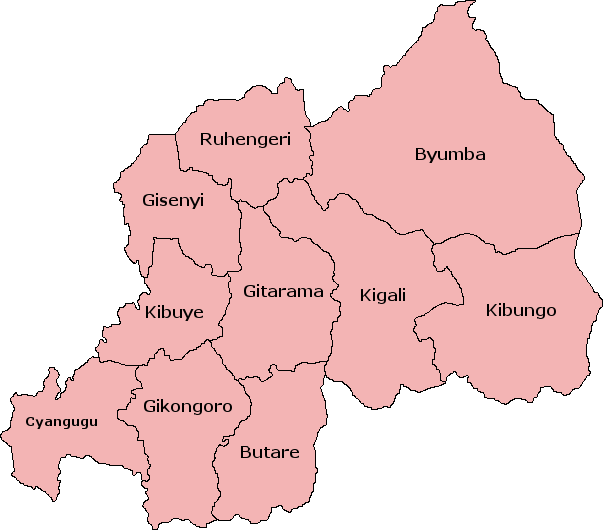
Province del Ruanda fino al 1994
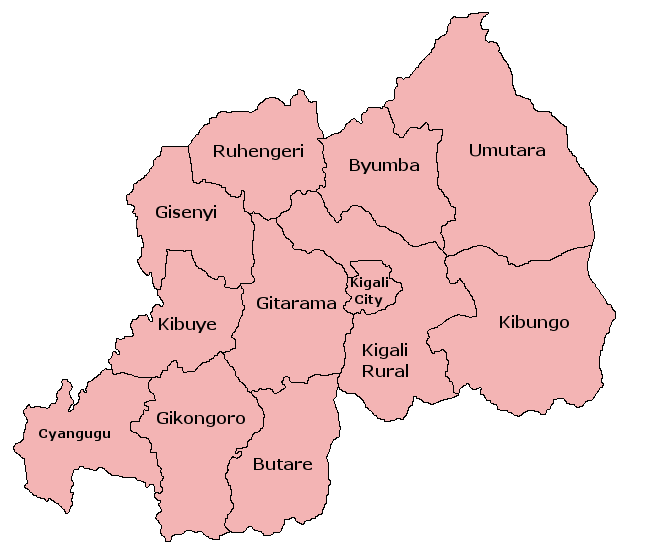
Province del Ruanda dal 1994 al 2006
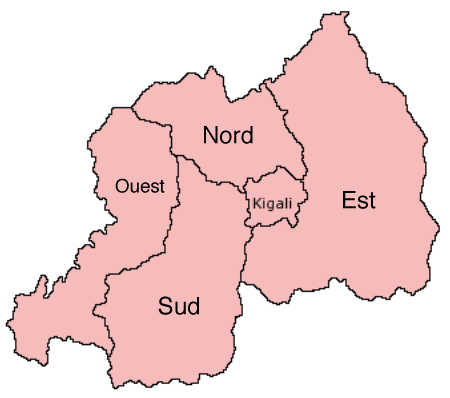
Province del Ruanda dal 2006